# Charmed (historieta)
El cómic de Charmed fue una continuación de la popular serie de televisión del mismo nombre  (Hechiceras en Latinoamérica / Embrujadas en España), que fue emitida originalmente entre 1998 y 2006. El cómic se publicaba mensualmente por Zenescope Entertainment. El primer número fue lanzado el 16 de junio de 2010. La primera temporada del cómic (temporada 9) terminó en 2012 y fue sucedida por la segunda temporada (temporada 10), la cual fue estrenada en 2014 y finalizada en 2016. Cada temporada del cómic contenía 24 números, agrupados en 3 o 4 volúmenes (con cada volumen reimpreso como novela gráfica).
Los cómics estaban ambientados en el entorno de la serie original y todo el contenido era aprobado por CBS Consumer Products para adherirse a la continuidad de la franquicia. Los escritores de los cómics también estaban involucrados en la publicación de literatura alusiva a la serie, incluyendo a Paul Ruditis, autor de la temporada 9 y editor de la temporada 10, cuya novela The War on Witches (2015) está ambientada entre los eventos de esas 2 temporadas.
En general, los cómics han sido bien recibidos. Una de las novelas gráficas logró llegar a la lista de Best-Sellers del New York Times en octubre de 2011 (ocupando el puesto 8). Inicialmente, solo 12 números fueron contratados por Zenescope. Pero debido al éxito de los primeros números, el contrato fue ampliado a 24 números por temporada. El primer número agotó su tirada inicial de 17000 copias en las primeras 3 semanas, lo que hizo que Zenescope lanzara una reimpresión a tiempo para el lanzamiento del segundo número.

## Desarrollo
Rumores de una serie de cómics comenzaron mucho antes de que Zenescope hiciera oficial la noticia en marzo de 2010. Especulación al respecto comenzó a aparecer en línea debido a dibujos de prueba publicados en la cuenta de DeviantArt de Dave Hoover mostrando a Holly Marie Combs, Alyssa Milano y Rose McGowan.  
El 15 de marzo de 2010, Zenescope Entertainment anunció que había adquirido los derechos de CBS Consumer Products para publicar cómics y novelas gráficas basadas en Charmed. Previamente, en diciembre de 2009, se había revelado que a Zenescope se le había concedido la licencia para Charmed y se planea lanzar el primer número de la serie de cómics en el verano de 2010. El primer anuncio de la serie, un cartel con un símbolo triquetra y el lema "Las Chicas están de vuelta", escrita en la fuente serie, apareció el 16 de diciembre de 2009 en la serie de historietas Wonderland Zenescope. El primero de dichos cómics que se desarrollan después de la serie de televisión, fue la edición # 0, lanzada en junio de 2010 con el título "Libro de Consulta" y sirvió como precuela de la serie de cómics, para que los lectores pudieran ponerse al día en el universo Charmed.
Los dos escritores de la serie (en sus primeros números) son Paul Ruditis, que ha escrito varias novelas Charmed, y Raven Gregory, escritor de cómics de Zenescope's Wonderland. El arte es producido por Dave Hoover, que lanzó las hojas de modelo de las tres hermanas Halliwell en el verano de 2009. El arte de la cubierta fue creado por Eric Basaldua y Dave Hoover. Después de los primeros números, Hoover se retiró por asuntos salariales y fue reemplazado por Marcio Abreu. Otros ilustradores también contribuyeron.

## Trama

### Temporada 9
Aproximadamente 2 años después del final de la serie, las hermanas Halliwell viven una vida relativamente libre de demonios. Piper tiene una hija llamada Melinda y piensa abrir su propio restaurante; Phoebe se casó con Coop y tiene una hija conocida como PJ; y Paige tiene 2 hijas: las gemelas Tamora y Kat. Sin embargo, las hermanas son llamadas de vuelta a la acción debido a 2 factores: el asesinato de inocentes protegidos y la resurrección de la fuente de todo mal a cargo de los demonios Neena y Hogan. Mientras las hermanas intentaron proteger a los inocentes que sobreviven, Neena y Hogan resucitan a La Fuente de todo mal. Reuniendo la magia de sus aliados, las hermanas vencen a La Fuente. 
Luego de que Piper y Leo aprenden que Melinda es mitad Guía blanca/Luz blanca  y de que Paige rescatara un niño del vientre de su madre muerta (adoptándolo bajo el nombre de Henry Jr.), Neena ataca a los Ancianos/Superiores y en la batalla, Piper cae en una dimensión alterna de la que sale con ayuda de Cole. Con ayuda de los antepasados de las Halliwell y Leo (quien obtuvo poderes de un artefacto guardado por los Ancianos), las hermanas vencen a Neena.
Prue regresa a la vida de las Halliwell en la forma de una mujer llamada Patience. Sin embargo, el reencuentro hace que los poderes de las hermanas se salgan de control. Al final, Prue se queda sin poderes para ayudar al Poder de las 3.
Poco después, las Hechiceras perdieron sus poderes y tratan de evitar que la magia sea expuesta a la opinión pública mientras luchan contra Rennek. Al final, Rennek fue vencido.

### Temporada 10
Las hermanas combaten a una nueva raza de demonios, conocida como Los Old Ones.